# Мисъл (литературен кръг)
Вижте пояснителната страница за други значения на Мисъл.
„Мѝсъл“ е първата литературна група в България, която е създадена около издаваното от 1892 до 1907 г. списание „Мисъл“. В групата влизат Пенчо Славейков, д-р Кръстьо Кръстев и Петко Ю. Тодоров, към тях е привлечен по-късно и Пейо Яворов.
Литературният кръг се стреми към идейно обогатяване на българската литература, издигането на нейната проблематика до равнището на актуалните въпроси на съвременността, художественото ѝ обновяване, изравняването ѝ с най-високите образци на световното словесно изкуство и „европеизиране“.
Противопоставят се на принизения битов реализъм и не приемат творчеството на Елин Пелин, Иван Вазов и др. Близки на литературния кръг са Боян Пенев, Алеко Константинов и Владимир Василев.